# Etienne De Ré
Etienne Eugène Jean De Ré (Sint-Joost-ten-Node, 20 september 1870 - 1942) was een Belgische atleet, die gespecialiseerd was in de sprint en het hordelopen. Hij behaalde op drie verschillende nummers in totaal tien Belgische titels.

## Biografie
De Ré nam in 1887 in Gent deel aan een internationaal kampioenschap georganiseerd door de Féderation belge des Sociétés des courses pédestres over 350 m. Door de afwezigheid van de buitenlanders werd dit gereduceerd tot een nationaal kampioenschap. Hij won als 17-jarige met tien lengtes voorsprong.
Tussen 1890 en 1894 won De Ré vier Belgische titels op de 100 m. Hij won de eerste vier kampioenschappen op de 400 m. In 1893 en 1894 werd hij ook Belgisch kampioen op de 110 m horden.
In 1893 liep De Ré een 100 m in 10,8 s, wat een evenaring van het wereldrecord betekende. Alleen werd die tijd nooit gehomologeerd.
De Ré was aangesloten bij Athletic and Running Club Brussel.

## Belgische kampioenschappen
| Onderdeel    | Jaar                   |
| ------------ | ---------------------- |
| 100 m        | 1890, 1891, 1893, 1894 |
| 400 m        | 1891, 1892, 1893, 1894 |
| 110 m horden | 1893, 1894             |

## Persoonlijk record
| Onderdeel    | Prestatie | Datum           | Plaats  |
| ------------ | --------- | --------------- | ------- |
| 100 m        | 11,0 s    | 6 augustus 1893 | Brussel |
| 110 m horden | 17,2 s    | 10 juli 1894    | Gent    |

## Palmares

### 100 m
- 1890:  BK AC - 11,0 s
- 1891:  BK AC - 11,0 s
- 1892:   BK AC
- 1893:  BK AC - 11,4 s
- 1894:  BK AC - 12,0 s

### 400 m
- 1891:   BK AC - 55,4 s
- 1892:  BK AC - 54,6 s
- 1893:   BK AC - 56,6 s
- 1894:   BK AC - 56,6 s

### 110 m horden
- 1893:   BK AC - 18,6 s
- 1894:   BK AC - 18,8 s